# Octolasmis indubia
Octolasmis indubia är en kräftdjursart som beskrevs av Newman 1961. Octolasmis indubia ingår i släktet Octolasmis och familjen Poecilasmatidae. Inga underarter finns listade i Catalogue of Life.